# Dyess
Dyess è un comune degli Stati Uniti d'America, situato in Arkansas, nella contea di Mississippi.